# Косиков, Георгий Константинович
Гео́ргий Константи́нович Ко́сиков  (29 июля 1944 — 29 марта 2010) — советский и российский филолог, литературовед и переводчик, специалист по истории французской литературы и методологии гуманитарных наук. Доктор филологических наук, профессор, заведующий кафедрой истории зарубежной литературы филологического факультета МГУ.

## Биография
Родился 29 июля 1944 года в Москве. Сын радиофизика Константина Михайловича Косикова (1888—1978) и учительницы французского языка Марии Андреевны Косиковой (урожд. Гагариной, 1908—1986).
Окончил филологический факультет МГУ (1967) и аспирантуру там же. Ученик профессоров Л. Г. Андреева и Г. Н. Поспелова. С 1970 года преподавал в МГУ, с 1973 года — кандидат филологических наук (диссертация «Теория романа и французский „новый роман“»).
С 1983 года — доцент, с 1997 года — заведующий кафедрой истории зарубежной литературы филологического факультета МГУ. В 1998 году защитил докторскую диссертацию «Французское литературоведение 60-70-х гг. От структурализма к постструктурализму (проблемы методологии)». Входил в состав учёного совета факультета.
Член редакционных коллегий книжной серии «Литературные памятники» (с 2002) и журнала «Филологические науки». Председатель диссертационного совета по специальности «Литература народов зарубежья (страны Европы и Америки)» в МГУ.
Умер 29 марта 2010 года в Москве. Похоронен на Николо-Архангельском кладбище.

## Награды
- Офицер ордена Академических Пальм (Правительство Французской республики; Officier dans l’Ordre des Palmes Académiques, 2006)
- Премия имени Анатоля Леруа-Больё (Посольство Французской республики в России; Prix Leroy-Beaulieu, 2001)
- Лауреат премии им. М. В. Ломоносова (1996)